# Bånd 1: Ernst
Bånd 1: Ernst er en kortfilm instrueret af Carsten Myllerup efter eget manuskript.

## Handling
Nick skal lave et doku-program om Ernst, en ganske almindelig fyr. Kanon ide, mand! Det bliver helt sikkert et hudløst ærligt program fyldt med 'nær døden'-situationer og voldsomme følelsesudbrud. I doku-programmer arbejder man nemlig med følelserne.